# Suzuki DR 650
 (août 2016).
La Suzuki DR 650 est une moto de type trail produite par le constructeur japonais Suzuki, avec un total de cinq modèles différents. Elle est animée par un moteur monocylindre à quatre temps.

## Histoire
Les premiers modèles présentés furent des R Djebel/Dakar et des RS. La DR 650 est venue en 1990 en tant que successeur de la DR 600 et est la réponse aux modèles concurrents comme la Honda NX 650 Dominator ou la Yamaha XT 600 présentes sur le marché. Les premiers modèles nécessitaient un démarrage au kick puis c'est en 1991 que le démarrage électrique fut introduit à l'arrivée du modèle DR 650 RSE. Ce modèle ne dispose plus du kick ni du décompresseur.
En 1992, le modèle Djebel/Dakar a été remplacé par la DR 650 R. Ce modèle a également vu des améliorations dans le système d'échappement, un réservoir plus petit et 8 kg de réduction de poids.
En 1996, la DR 650 SE a été introduite, remplaçant les modèles précédents. Le moteur a été radicalement remanié, réduisant sa puissance mais en lui permettant un fonctionnement plus lisse. Le poids de la moto a également été réduit d'environ 25 kg.
En 2002, le style de la DR a été mis à jour afin d'aborder un visuel plus jeune tout en gardant le style trail des anciens modèles. Mécaniquement, la moto fut aussi modifiée. L'abaissement de la suspension avant et arrière a été aussi revu. La selle est plus étroite et ferme que son prédécesseur. Désormais elle dispose d'un allumage CDI électronique numérique et d'un alésage de cylindre revu afin de réduire le poids de la moto. Le tuyau d'échappement est en acier inoxydable peint en noir afin d'éviter la rouille. L'ajout d'un carburateur Mikuni de 40 mm donne un flux de puissance plus important sans engendrer une conduite plus désagréable. La roue avant de 21 pouces donne un bon contrôle directionnel sur les routes avec du gravier, mais est toujours très efficace pour la conduite sur les routes goudronnées avec les pneus standards.
En 2003, le modèle SE atteint une autonomie d'environ 240 km grâce à un réservoir de 13 L avec une consommation de moins de 5 L/100 km. La fourche avant est maintenant réglable. La DR 650 SE possède une excellente réputation pour sa fiabilité.
Ce modèle est aujourd'hui le plus vendu en Australie. La DR 650 est également un modèle très convoité au Canada. Cependant elle n'est pas couramment vendue en Europe en raison de la norme Euro 3 sur les émissions de CO2.

## Historique des modèles

### Modèles de 1990 à 1997

#### DR 650 R Djebel/Dakar
- Longueur : 2 385 mm
- Largeur : 870 mm
- Hauteur hors tout : 1 330 mm
- Hauteur de selle : 890 mm
- Empattement : 1 510 mm
- Poids à sec : 172 kg
- Moteur : refroidi par air de 640 cm3
- Puissance : 46 ch (33,6 kW) à 6 800 tr/min, 56,6 N m à 5 000 tr/min

#### DR 650 RS
- Longueur : 2 385 mm
- Largeur : 870 mm
- Hauteur hors tout : 1 330 mm
- Hauteur de selle : 890 mm
- Empattement : 1 510 mm
- Poids à sec : 180 kg
- Moteur : refroidi par air de 640 cm3
- Puissance : 46 ch (33,6 kW) à 6800 tr/min, 56,6 N m à 5000 tr/min

#### DR 650 RSE
- Longueur : 2 385 mm
- Largeur : 870 mm
- Hauteur hors tout : 1 330 mm
- Hauteur de selle : 885 mm
- Empattement : 1 505 mm
- Garde au sol : 245 mm
- Poids à sec : 170 kg
- Moteur : refroidi par air de 640 cm3
- Puissance : 46 ch (33,6 kW) à 6 800 tr/min, 56,6 N m à 5 000 tr/min

#### DR 650 R
- Longueur : 2 385 mm
- Largeur : 870 mm
- Hauteur hors tout : 1 330 mm
- Hauteur de selle : 890 mm
- Empattement : 1 505 mm
- Poids à sec : 154 kg version RR, 164 kg puis 162 kg version RER
- Moteur : refroidi par air de 650 cm3
- Puissance : 46 ch (33,6 kW) à 6 800 tr/min, 56,6 N m à 5 000 tr/min

### Modèles de 1996 à 2024 toujours au catalogue sauf en Europe

#### DR 650 SE
- Longueur : 2 255 mm
- Largeur hors tout : 885 mm
- Hauteur hors tout : 1 205 mm
- Hauteur de selle : 885 mm
- Empattement : 1 490 mm
- Garde au sol : 265 mm
- Poids à sec : 147 kg
- Moteur : refroidi par air et huile de 644 cm3
- Puissance 43 ch (32 kW) à 6 400 tr/min, 54 N m à 4 600 tr/min